# 소련-캐나다 관계
캐나다와 소련은 1923년부터 1927년까지, 그리고 1941년부터 1991년 소련 해체까지 외교 관계를 맺었다. 냉전과 캐나다의 NATO 가입으로 인해 관계는 종종 긴장 상태였다.

## 외교사

### 초기 단계
초기 캐나다-소련 관계는 격동적이었다. 캐나다는 연합군의 러시아 내전 개입에 참여했으며, 전반적으로 워싱턴과 런던이 보여준 소련에 대한 적대감을 반영했다. 캐나다 당국은 1919년 위니펙 총파업과 같은 캐나다 노동 불안에 소련이 개입했다고 의심했다. 그럼에도 불구하고 캐나다는 1921년 영소 무역 협정을 준수했는데, 이는 사실상 소련을 인정하는 것을 의미했다. 2년 후 소련은 캐나다에 첫 무역 대표를 파견했다. 1927년 아르코스 사건 이후 관계는 단절되었다. 1929년에 제한적인 관계가 복원되었다.
캐나다 정부는 1935년 리자이나 폭동에 소련이 개입했다고 의심했고, 캐나다는 소련에서 호의적이지 않은 선전에 시달렸으며 인민 전선 정책의 대상이 되었다. 이 외에도 캐나다는 웨스트민스터 헌장이 제정된 1931년까지 자체 외교 문제에 대한 권한이 제한적이었다.

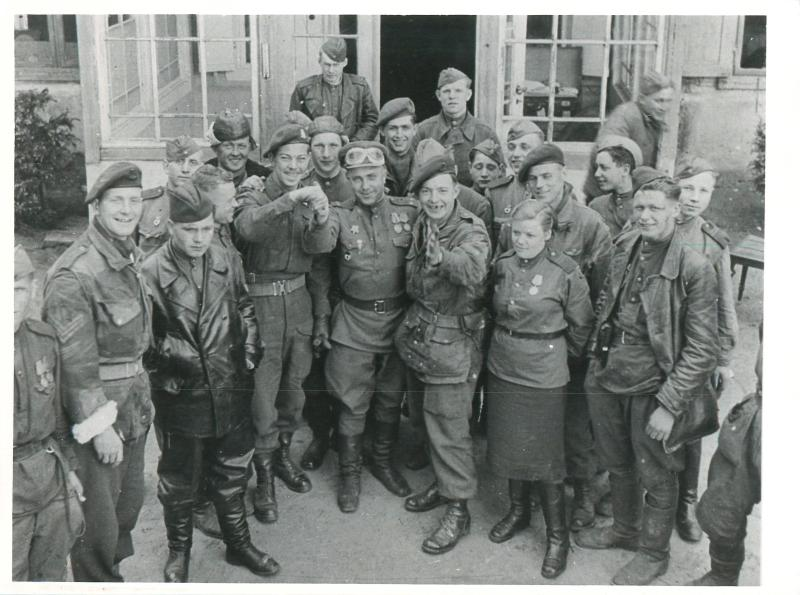
1945년 5월 독일 비스마르에서 캐나다 공수부대원과 소련 군인

소련이 제2차 세계 대전에 참전한 직후 외교 관계가 복원되었다. 독일의 소련 침공은 소련과 서방 연합국이 협력하도록 만들었다. 1941년 8월 말과 9월 초, 캐나다 주도의 원정군이 스피츠베르겐섬에서 약 2,000명의 소련 광부를 건틀릿 작전 중에 대피시켜 아르한겔스크로 수송했다. 소련의 초대 캐나다 대사는 게오르기 자루빈이었다. 그는 1944년 캐나다에 도착했다. 제2차 세계 대전 동안 원조와 무기가 캐나다와 알래스카를 통해 소련에 전달되었고, 관계는 상당히 개선되었다.
그러나 전시 관계는 1945년과 1946년 구젠코 사건으로 갑자기 끝났다. 이고르 구젠코는 오타와의 소련 대사관 서기였는데, 서방에서 소련의 스파이 활동 증거를 가지고 캐나다로 망명했다. 이는 초기 냉전으로 이어진 전반적인 동서 간 긴장과 결합되어 캐나다를 다시 반소련 입장으로 이끌었다. 1947년 캐나다 외교 정책 분석가들은 유엔 외부의 서방 동맹 생성을 주장했다. 곧 이어 1949년 캐나다는 북대서양 조약 기구 (NATO)에 가입했다. 1950년 캐나다는 6.25 전쟁에서 소련과 동맹을 맺은 북한에 맞서 유엔군에 합류했다. 소련이 핵폭탄을 획득하자, 소련의 미국 공격은 캐나다 영공을 통과할 것이 분명해졌다. 이는 조기경보선을 포함한 캐나다 전역에 걸쳐 연결된 일련의 레이더 기지 건설과 캐나다의 북미항공우주방위협정 (NORAD) 가입으로 이어졌다.

### 후기 관계
소련 지도자 이오시프 스탈린의 사망 이후 캐나다는 긴장이 완화되기를 희망했고, 당시 외무장관인 레스터 피어슨은 1955년 니키타 흐루쇼프와 회담을 위해 소련을 방문했는데, 이는 NATO 외무장관으로서는 처음이었다. 그러나 1956년 1956년 헝가리 혁명과 수에즈 위기로 인해 다시 긴장이 고조되었다. 1962년 토리당 총리 존 디펜베이커는 쿠바 미사일 위기 동안 캐나다군을 경계 태세에 두는 것을 거부하고, 소련 폭격기에 맞서기 위해 핵 장착 요격기 및 보마크 미사일을 미국으로부터 획득하는 것에 동의함으로써 자체적인 위기를 초래했다.
피에르 트뤼도가 캐나다에서 집권한 후 캐나다 정책은 극적으로 변화했다. 트뤼도는 다른 정부 수반들보다 사회주의 국가들에 더 동정적이었다. 트뤼도는 다른 국가들과 더 긴밀한 관계를 맺고 냉전의 속박에서 벗어나 미국에 대한 캐나다의 의존도를 줄이기를 원했다. 1971년 소련 방문 중 그는 멀리 떨어진 소련보다 미국이 캐나다에 더 큰 위협이라고 지적했다. 그는 미국이 "문화적, 경제적, 그리고 어쩌면 군사적인 관점에서 우리 국가 정체성에 대한 위험"이라고 말했다. 임기 말에 미국과 소련 간의 긴장이 고조되고 있다고 믿었을 때, 그는 미국이 승인하지 않은 모스크바 평화 임무를 시작했다. 미국과 소련 간의 긴장은 곧 완화되었다.
브라이언 멀로니의 진보보수당 정부는 미하일 고르바초프의 페레스트로이카와 글라스노스트 개혁으로 인해 그 나라에서 발생한 변화에도 불구하고 소련에 대해 훨씬 더 비판적인 시각을 가졌다. 1989년 1월까지도 조 클라크 외무장관은 여전히 소련을 서방에 대한 위협으로 규정했지만, 5월에는 고르바초프의 개혁에 대해 긍정적으로 언급했다. 캐나다의 변화된 입장은 1989년 11월에 총리 멀로니가 200명 이상의 캐나다 기업 대표들과 함께 소련을 방문했을 때 완전히 드러났다. 방문 기간 동안 환경, 북극, 테러, 마약 거래와 같은 분야에서 캐나다-소련 협력을 요구하는 정치 선언이 가장 중요한 것을 포함하여 수많은 협정이 체결되었다. 캐나다-소련 관계는 이제 우호적인 상태였지만, 1991년 1월 고르바초프가 독립을 추구하는 리투아니아와 라트비아를 탄압하면서 캐나다는 소련에 대한 신용 및 기술 지원을 중단했다. 1991년 소련 8월 쿠데타 동안 새로운 외무장관 바버라 맥두갤은 캐나다가 음모자들과 협력할 수 있다고 시사하여 많은 비판을 불러일으켰는데, 이는 고르바초프가 빠르게 복귀했을 때 특히 당혹스러운 입장이었다.
소련이 해체되면서 캐나다는 리투아니아, 라트비아, 에스토니아와 신속하게 완전한 관계를 수립했다. 심지어 미국보다 먼저 행동했고, 1991년 12월 캐나다는 많은 우크라이나 이민자 인구로 인해 우크라이나의 독립을 인정한 첫 번째 서방 국가였다. 그 달 고르바초프의 사임과 함께 소련은 존재하지 않게 되었고, 캐나다는 러시아를 독립 국가로 인정했다.

## 문화 관계
양국은 1972년 정상 회담 시리즈와 1974년 후속 대회와 같은 아이스하키 스포츠에서 경쟁했다. 소련 아이스하키 국가대표팀은 랑데부 '87에서 NHL 올스타팀과 겨루어 2차전에서 5-3으로 승리했다. 피에슈탸니 난투극은 1987년 1월 4일 체코슬로바키아 (현재 슬로바키아) 피에슈탸니에서 열린 1987년 세계 주니어 아이스하키 선수권 대회 결승전에서 캐나다와 소련 주니어 대표팀 간의 벤치 클리어링이었다.

## 같이 보기
- 냉전
- 캐나다의 냉전
- 캐나다-러시아 관계